# Крісто Фернандес
Кристобаль Фернандес (ісп. Cristóbal Fernández); нар. 27 січня 1991 — мексиканський актор, який найбільш відомий своєю роллю Дані Рохаса в телесеріалі «Тед Лассо».

## Біографія
Фернандес народився 27 січня 1991 року в Гвадалахарі, штат Халіско. Він полюбив футбол у юному віці.Його пристрасть до футболу принесла йому місце у молодіжному складі клубу «Депортіво Естудіантес Текос» у віці 15 років. Травма коліна в кінцевому підсумку поклала кінець його кар'єрі. Після підтримки батьків, будучи в коледжі, він вирішив зайнятися акторством.
У 2017 році він започаткував свою кінокомпанію Espectro MX Films. Його найуспішнішим фільмом на сьогоднішній день є "Fuera de Serie" (2017), який отримав нагороду "Кращий продюсер і режисура короткометражного фільму" на "Premios Latino 2018" в Марбельї.
У 2020 році він повертається до акторської діяльності, граючи Дані Рохаса, харизматичного футболіста, в серіалі Apple TV+ «Тед Лассо» з Джейсоном Судейкісом у головній ролі.
Крім іспанської, Крісто розмовляє кількома мовами, такими як англійська, німецька, французька та італійська.

## Фільмографія
| Рік       |    | Українська назва                   | Оригінальна назва                | Роль             |
| --------- | -- | ---------------------------------- | -------------------------------- | ---------------- |
| 2016      | ф  | Тридцять, самотній та фантастичний | Treintona, soltera y fantástica  | офіціант         |
| 2020—2023 | с  | Тед Лассо                          | Ted Lasso                        | Дані Рохас       |
| 2021      | ф  | Людина-павук: Додому шляху нема    | Spider-Man: No Way Home          | бармен           |
| 2023      | ф  | Трансформери: Час звіроботів       | Transformers: Rise of the Beasts | Вілджек          |
| 2024      | с  | Зорро                              | Zorro                            | попередній Зорро |
| 2024      | с  | Акапулько                          | Acapulco                         | Густаво          |
| 2021      | мф | Касагранде                         | The Casagrandes Movie            | Чіпірі           |
| 2024      | ф  | Веном: Останній танець             | Venom: The Last Dance            | бармен           |
| 2024      | ф  | Їжак Сонік 3                       | Sonic the Hedgehog 3             | Актор серіалу    |
| TBA       | ф  | У польоті                          | In Flight                        | Марко            |

## Нагороди та номінації
| Рік  | Асоціація                       | Категорія                                                                          | Проект                                         | Результат | Прим. |
| ---- | ------------------------------- | ---------------------------------------------------------------------------------- | ---------------------------------------------- | --------- | ----- |
| 2021 | Imagen Awards                   | Найкращий актор другого плану – Телебачення (комедія)                              | Тед Лассо                                      | Номінація | [ 4 ] |
| 2022 | Премія Гільдії кіноакторів      | Премія Гільдії кіноакторів США за найкращий акторський склад у комедійному серіалі | Тед Лассо                                      | Перемога  | [ 5 ] |
| 2023 | Hollywood Music in Media Awards | Пісня – Екранне виконання (ТВ-шоу/міні-серіал)                                     | "So Long, Farewell" (із телесеріалу Тед Лассо) | Номінація | [ 6 ] |
| 2023 | Премія Гільдії кіноакторів      | Премія Гільдії кіноакторів США за найкращий акторський склад у комедійному серіалі | Тед Лассо                                      | Номінація | [ 7 ] |